# Gare de Pré-Petitjean
La gare de Pré-Petitjean  (ou gare du Pré-Petitjean), appelée autrefois gare de Montfaucon jusqu'à une date inconnue, est une gare ferroviaire suisse de la ligne La Chaux-de-Fonds – Le Noirmont – Glovelier. Elle est située à environ 800 mètres au sud/sud-est de la localité de Montfaucon, dans le district des Franches-Montagnes, canton du Jura.

## Situation ferroviaire
Établie à 927,9 mètres d'altitude, la gare de Pré-Petitjean est située au point kilométrique (PK) 10.943 de la ligne Le Noirmont – Glovelier (no 237), entre les haltes du Bémont et de La Combe.
Un embranchement particulier dessert le dépôt ferroviaire de l'association La Traction, du train à vapeur des Franches-Montagnes.

## Histoire

### Gare, voie normale (1904-1948)
La gare est ouverte au trafic le 21 mai 1904 par la compagnie du RSG (Régional Saignelégier–Glovelier) ; les voies ont alors un écartement normal et la traction des trains avait recours à une locomotive à vapeur. 

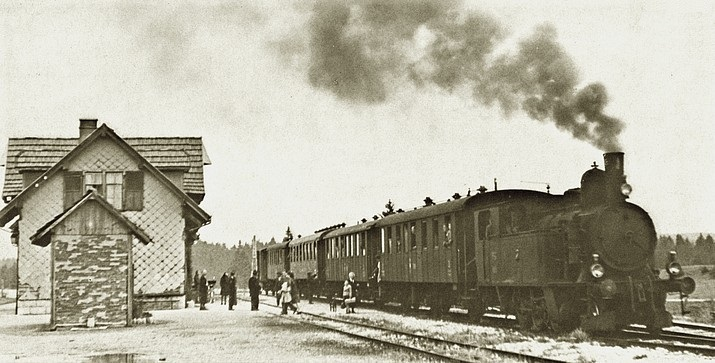
Locomotive RSG Ed 3/4 n°1 en gare de Montfaucon, avant 1948

### Gare, voie métrique (depuis 1953)
La ligne est fermée du 8 mai 1948 au 4 octobre 1953 pour transformation de la ligne à voie métrique et électrification en 1 500 V CC.

## Service des voyageurs

### Accueil
Aucun : le guichet n'est actuellement plus desservi.

### Desserte
La gare de Pré-Petitjean est desservie par des trains régionaux en provenance et à destination de Glovelier et de La Chaux-de-Fonds. C'est également le point de départ du train à vapeur des Franches-Montagnes.

Installations de la gare
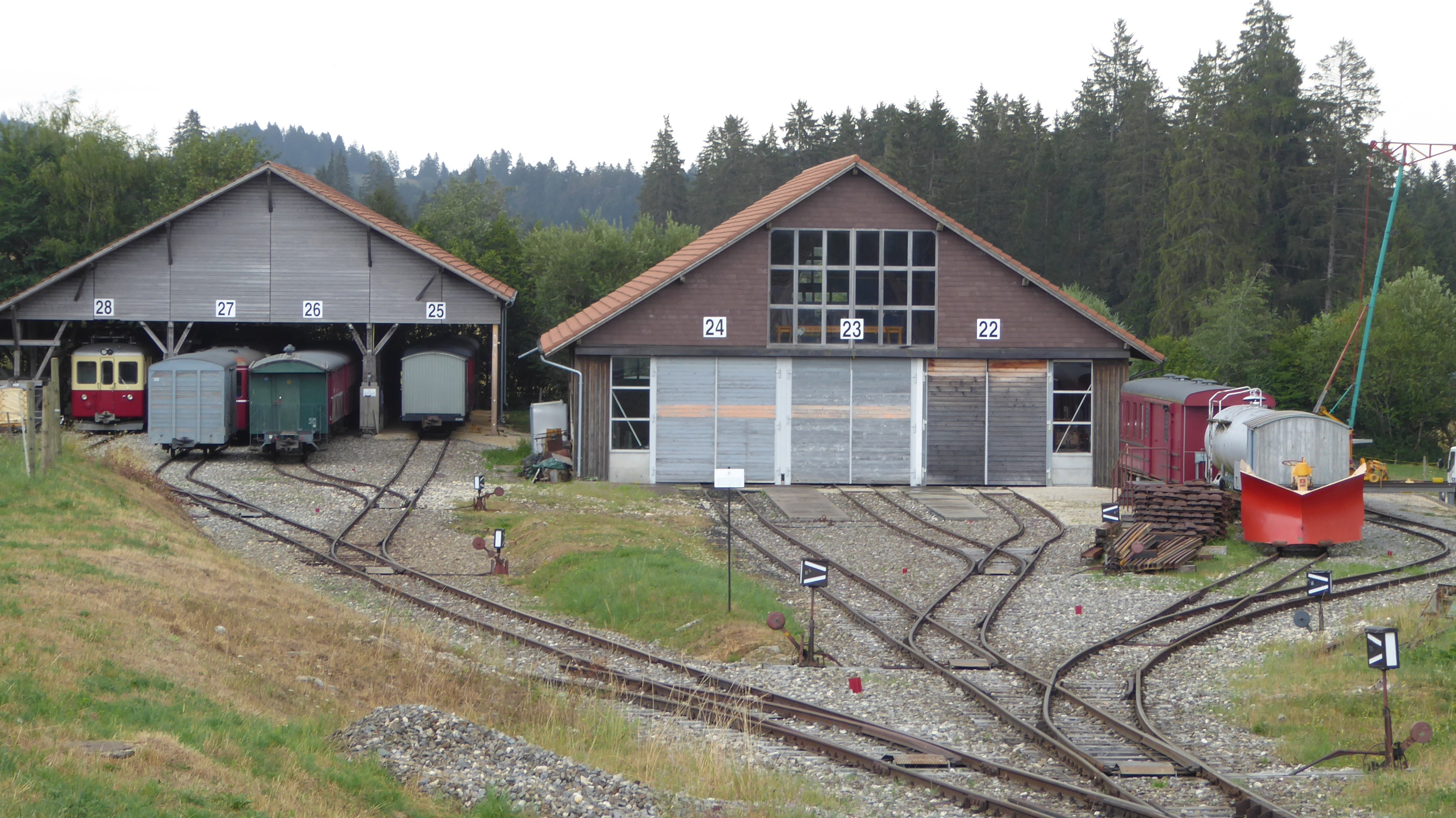
Dépôt de La Traction.
Bâtiment voyageurs.